# Gabriela Hassel (actriz)
Gabriela Hassel (México, 30 de noviembre de 1969) es una ex actriz y modelo mexicana.

## Biografía
Gabriela tuvo contacto con el medio artístico a muy temprana edad: a los 4 años audicionó para el papel protagonista en la telenovela infantil Mundo de juguete y, aunque quedó entre las finalistas, finalmente el papel fue tomado en manos de Graciela Mauri. Sus padres decidieron alejarla del medio por su corta edad, pero en la década de 1980, con 13 años cumplidos, pudo volver al medio apareciendo en un comercial de televisión. Empezó una exitosa carrera como modelo que la llevó a trabajar a Londres, París y Estados Unidos. A los 16 años apareció en un vídeo musical de Pedro Fernández.
Su debut como actriz fue en 1985 en la película Las inocentes. El mismo año participó en la cinta Un sábado más en el papel de Corina donde compartió escena con Pedro Fernández, Tatiana y José Elías Moreno. En 1986 participa en la película La mafia tiembla. En 1988 realiza la película Vacaciones de terror, donde vuelve a compartir créditos con Pedro Fernández. Al año siguiente realizó su primera telenovela, Simplemente María, producida por Valentín Pimstein.
Al año siguiente (1990), con sólo 20 años, le llegó su primera oportunidad como protagonista de la mano de Gonzalo Martínez Ortega en la telenovela La fuerza del amor, donde compartió créditos con otros ascendentes actores como Alfredo Adame, Eduardo Palomo, Ari Telch, Karen Sentíes y Katia del Río, entre otros.
En 1992 participa en la telenovela de Ernesto Alonso La sonrisa del diablo, interpretando a la hija de Jorge Vargas.
En 1994 realiza uno de sus personajes más recordados por el público en la telenovela Agujetas de color de rosa. Allí interpretó a la villana principal, Vanessa, una muchacha intrigante y envidiosa que le hizo la vida imposible a los protagonistas, interpretados por Natalia Esperón y Flavio César.
En 1996 participa en un episodio de la serie Mujer, casos de la vida real, en el mismo año participa en la telenovela Azul, producida por Yuri Breña. Esta sería su última telenovela en Televisa antes de emigrar a la naciente TV Azteca.
En 1997 se integra al plantel de actores de TV Azteca y debuta con el papel protagónico en la telenovela infantil Tric-Trac.
Continuó participando en telenovelas como Perla, Súbete a mi moto y Los Sánchez.
En 2007 participó en la serie Cambio de vida.

## Filmografía

### Telenovelas
- Se busca un hombre (2007-2008) .... Sofía
- Los Sánchez (2005-2006) .... Fernanda
- Súbete a mi moto (2002-2003) .... Emilia
- Perla (1998-1999) .... Rosenda Fantini
- Tric-Trac (1997)
- Azul (1996) .... Yeni
- Agujetas de color de rosa (1994-1995) .... Vanessa del Moral
- La sonrisa del diablo (1992) .... Marilí Uribe
- La fuerza del amor (1990-1991) .... Fabiola
- Simplemente María (1989-1990) .... Iris

### Series de TV
- Un día cualquiera (2016) (Maternidad subrogada "historia 2")
- Cambio de vida (2007)
- Lo que callamos las mujeres (2005)
- La vida es una canción (2005)
- Mujer, casos de la vida real (1996)

### Películas
- Infierno en la frontera (1990)
- Vacaciones de terror (1988) .... Paulina
- Dimensiones Ocultas (1987) .... Alejandra
- Las inocentes (1986) .... Sor María de los Ángeles
- La mafia tiembla (1986)
- Un sábado más (1985) .... Corina